# Wojciech Szuchnicki
Wojciech Szuchnicki (Danzica, 17 dicembre 1976) è uno schermidore polacco, vincitore di una medaglia di bronzo ai campionati mondiali di scherma.

## Palmarès
- Mondiali di scherma

Seoul 1999: bronzo nel fioretto a squadre.
- Europei di scherma

Bolzano 1999: bronzo nel fioretto a squadre.
Coblenza 2001: bronzo nel fioretto a squadre.
Copenaghen 2004: argento nel fioretto a squadre.
Smirne 2006: argento nel fioretto a squadre.